# Alexandru Vericeanu
Alexandru Vericeanu (n. 20 februarie 1839, Ploiești, Țara Românească – d. 1 iunie 1912, București, România) a fost un politician și ministru român.